# Tetranodus reticeps
Tetranodus reticeps är en skalbaggsart som först beskrevs av Bates 1880.  Tetranodus reticeps ingår i släktet Tetranodus och familjen långhorningar.
Artens utbredningsområde är Guatemala. Inga underarter finns listade i Catalogue of Life.